# Mulvaney Promontory
Die Mulvaney Promontory ist eine vereiste Landspitze, die das südliche Ende der Berkner-Insel inmitten des antarktischen Filchner-Ronne-Schelfeises bildet. 
Das UK Antarctic Place-Names Committee benannte sie 2020 nach dem britischen Glaziochemiker Robert Mulvaney (* 1958) vom British Antarctic Survey, der im Rahmen des Projekts EPICA an Eisbohrungen auf der Berkner-Insel, auf der James-Ross-Insel und auf dem Fletcher Ice Rise beteiligt war.